# قاشقک (ابزار آزمایشگاهی)

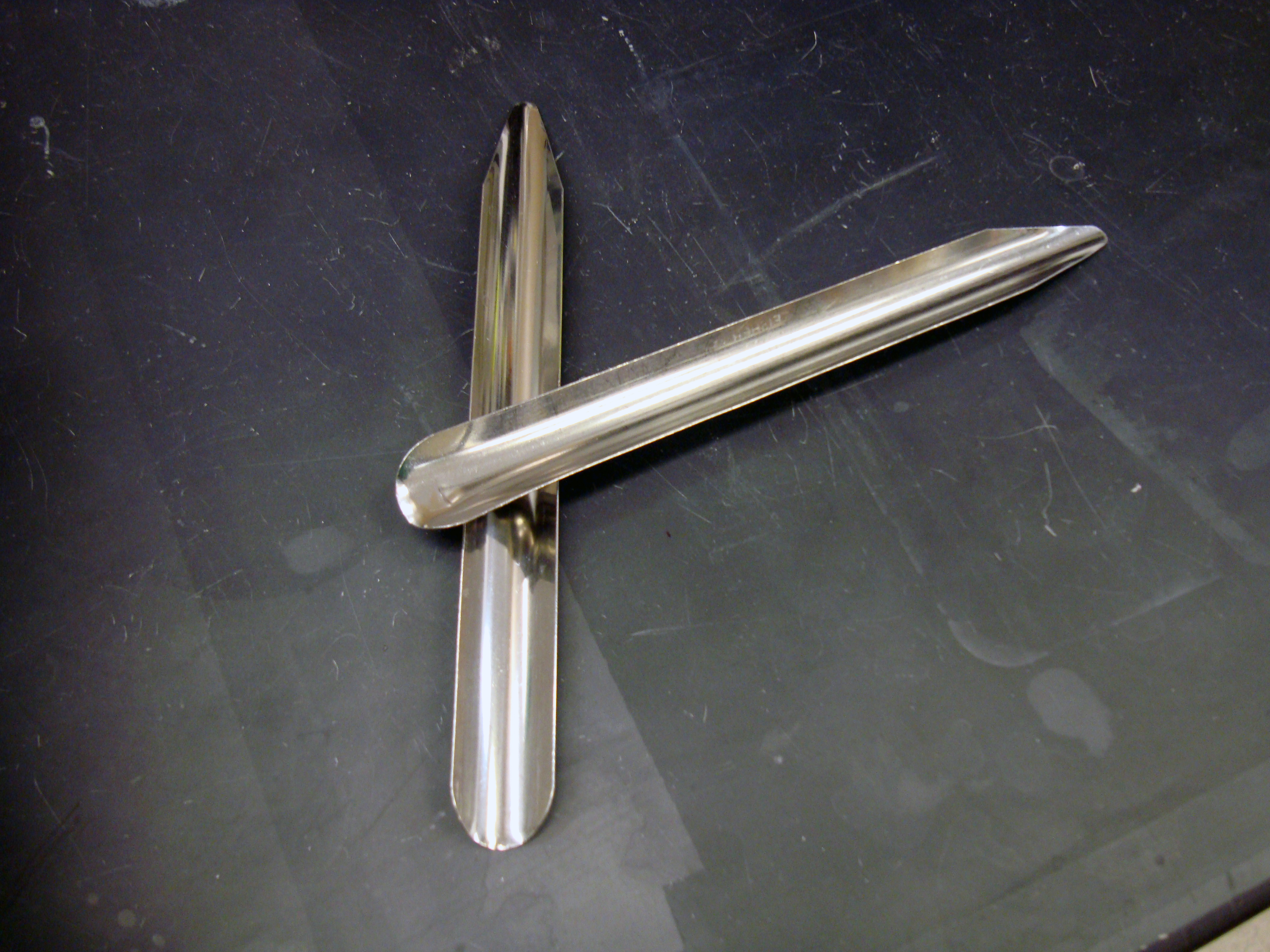
دو نوع قاشقک آزمایشگاهی

قاشقک(به انگلیسی: Scoopula) ابزاری آزمایشگاهی است که برای انتقال مواد جامد مثلا انتقال پودر خشک ماده به کاغذ برای وزن کردن استفاده می شود.ن
قاشقک ها (اسپاچول) معمولا از جنس استیل ضد اسید می باشد .